# کرایست چرچ (ویرجینیا)
کرایست چرچ (به انگلیسی: Christ Church) یک منطقهٔ مسکونی در ایالات متحده آمریکا است که در شهرستان لنکستر، ویرجینیا واقع شده‌است.